# Credo EC 11
A Credo EC 11 a Credo autóbusz-típuscsalád tagja, 2004-től 2011-ig gyártották. A Krankovics István tulajdonában álló győri Kravtex-Kühne Csoport gyártotta, mely 2011-től folyamatosan újította meg típusait, de az EC 11-nek nem készült modernizált változata.

## A jármű kialakítása
Önhordó karosszéria, a kocsiszekrény teljes egészében zárt keresztmetszetű acélprofilokból hegesztett. A korróziónak fokozottan kitett szerkezetek (emelési pontok, lépcsők, csomagtér rácsozat, kerékjárati dobok környezete…) rozsdamentes acélból készülnek. 
Külső burkolata cink bevonatos, lakkozott, feszített acéllemez, a vázhoz ragasztással és ponthegesztéssel rögzítve.
A tetőlemez és a tetősarok egybe integrált, a tető hosszában egy darabból álló, üvegszál erősítésű poliészter műanyag.
A tető és oldalfalak hő- és hangszigetelő réteggel vannak ellátva, belső borításuk géppel tisztítható, vandálálló. A padlóburkolat és lépcsők borítása Grabiol típusú csúszásmentes műanyagpadló (az alsó lépcsőfok alumínium lemezzel borított).